# From Y to Z and Never Again
From Y To Z and Never Again è un EP realizzato dalla punk band seminale Big in Japan. Contiene quattro delle sette canzoni registrate dal gruppo ed è da ricordare anche perché rappresenta la prima uscita della Zoo Records, l'etichetta discografica creata dai membri della band Bill Drummond e David Balfe.

## Tracce
1. Nothing Special - 3:37
2. Cindy and the Barbi Dolls - 3:31
3. Suicide a Go Go - 2:27
4. Taxi - 4:27

## Formazione
- Jayne: voce (eccetto 2)
- Kev Ward: voce (3)
- Ian Broudie: chitarra
- Bill Drummond: chitarra, voce (2)
- Holly Johnson: basso (3, 4)
- Dave Balfe: basso (1, 2)
- Phil Allen: chitarra (3)
- Budgie: batteria (1, 4)